# Palaeopsylla nushanensis
Palaeopsylla nushanensis är en loppart som beskrevs av Gong Zhengda et Li Zhaoxiang 1992. Palaeopsylla nushanensis ingår i släktet Palaeopsylla och familjen mullvadsloppor. Inga underarter finns listade i Catalogue of Life.